# Puppet (シンガーソングライター)
Puppet（パペット、1993年12月10日 - ）は、アメリカのシンガーソングライター。本名はブレンダン・ボールドウィン（英: Brendan Baldwin）。

## 人物
アメリカ合衆国イリノイ州に位置するシカゴに生まれる。子供の頃からドラムスやギター、ベースなどの楽器を演奏していたが、バンドを一緒に演奏してくれる友人が見つからず、コンピュータでの楽曲制作を始める。
2014年、カナダのインディーズ・レコードレーベルであるMonstercatよりデビューし、現在も曲をリリースし続けている。
テンプル大学の日本校であるテンプル大学ジャパンキャンパスに通うなど、一時期は日本に滞在しており、音楽性において大きく影響を受けている。2018年11月には来日初公演を行った。
2019年11月より活動休止していたが、翌年に復帰。現在はニューヨークのブルックリン区に住んでいる。